# Lo Scolaro (rivista)
Lo Scolaro (Facciamo gli Italiani fino al 1915) è stata una rivista settimanale dedicata a bambini in età scolare pubblicata dal 1912 al 1972.

## Storia editoriale
Rivista fondata da G. B. Balestra, esordisce con il nome Facciamo gli Italiani, ma già nel 1915 adotta il suo nome definitivo. Esce con cadenza settimanale durante il periodo scolastico, e con cadenza quindicinale/mensile durante il periodo estivo. Viene diffuso nelle edicole e in oltre tremila istituti scolastici. La rivista alterna rubriche di attualità e di curiosità, brevi racconti e romanzi a puntate, giochi, articoli a sfondo scolastico e pedagogico, fumetti. Alla rivista collaborano alcuni importanti fumettisti italiani, quali Luciano Bottaro (che qui introduce il personaggio Pon Pon con il nome Sor Funghetto), Franco Aloisi, Giovan Battista Carpi, Giulio Chierchini, Paolo Piffarerio, Gallieno Ferri, Giorgio Scapinelli, Guido Zamperoni, Giorgio Scudellari, Vezio Melegari, Renzo Restani, Dino Attanasio, Nino Calabrò. Oltre a fumetti umoristici e avventurosi, in ossequio alla funzione didattica della rivista, vengono pubblicate numerose riduzioni a fumetti di celebri romanzi, biografie ed eventi storici.
In crisi di vendite dalla fine degli anni '60, nel gennaio 1970 la rivista cambia nome in Lo Scolaro D'Europa e pubblica principalmente materiale già pubblicato, ma il nuovo corso avrà vita breve e la rivista chiuderà i battenti nel maggio 1972, dopo una storia sessantennale e oltre 1000 numeri pubblicati.